# Euroschinus falcatus
Euroschinus falcatus es una especie de árbol en la familia Anacardiaceae. Es una especie endémica de Australia, abarcando desde Jervis Bay (35° S), Nueva Gales del Sur hasta Cooktown (15° S), en el norte de Queensland. Sus hábitats naturales son los bosques templados y selvas lluviosas del litoral, las riveras y también los bosques secos. Su altura máxima es de 45 metros.

## Taxonomía
Euroschinus falcatus fue descrita por (DC.) F.A.Barkley y publicado en Genera Plantarum 1(1): 422 en el año 1862.
Sinonimia
- Rhus euroschinus F.Muell. nom. inval.
- Euroschinus falcata[2]
- Sorindeia falcata Marchand
- Euroschinus parvifolius S.Moore
- Euroschinus falcatus var. angustifolia Benth.[3]

## Galería

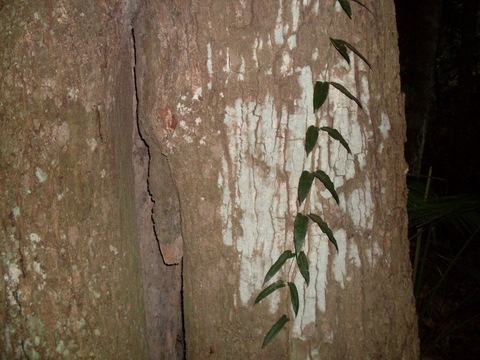
Corteza de Euroschinus falcata, en un gran árbol en Nueva Gales del Sur, Australia
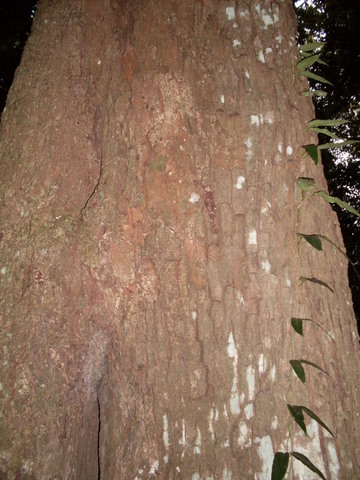
Corteza de Euroschinus falcata, en un gran árbol en Nueva Gales del Sur, Australia
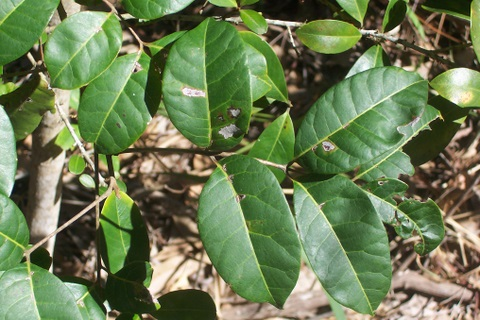
Ejemplar joven de Euroschinus falcata, Parque Nacional Wyrrabalong, Australia

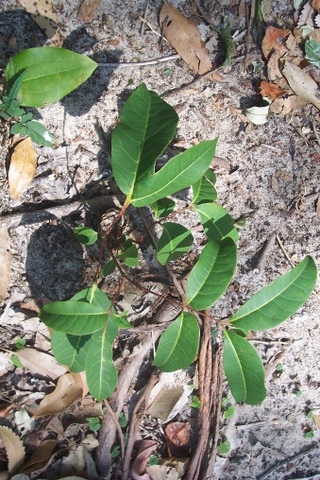
Ejemplar joven de Euroschinus falcata, Parque Nacional Wyrrabalong, Australia